# Pothyne imasakai
Pothyne imasakai là một loài bọ cánh cứng trong họ Cerambycidae.